# Lésion urothéliale papillaire

## Classification
- Papillome urothélial
- Papillome urothélial inversé
- Néoplasie urothéliale de faible potentiel de malignité (NUFPM ou PUNLMP-en)
- Carcinome urothélial papillaire non infiltrant de bas grade (TNM pTa)
- Carcinome urothélial papillaire non infiltrant de haut grade (TNM pTa)